# Valenciennea longipinnis
Valenciennea longipinnis es una especie de peces de la familia de los Gobiidae en el orden de los Perciformes.

## Morfología
Los machos pueden llegar a alcanzar los 18 cm de longitud total.

## Reproducción
Es  monógamo.

## Alimentación
Come pequeños invertebrados, como copépodos, anfípodos, ostràcodes, nematodos y Foraminiferas.

## Depredadores
En Australia es depredado por Plectropomus Leopardus .

## Hábitat
Es un pez de Mar y, de clima tropical (22 °C-27 °C) y asociado a los  arrecifes de coral que vive entre 20-30 m de profundidad.

## Distribución geográfica
Se encuentra en el Índico y el oeste del Pacífico.

## Observaciones
Es inofensivo para los humanos.